# میشله کورتنس
میشله کورتنس (به انگلیسی: Michelle Courtens) (زاده ۳ اوت ۱۹۸۱) خواننده هلندی است.
او نماینده هلند در مسابقه آواز یوروویژن ۲۰۰۱ بود.